# 1971年8月6日月食
1971年8月6日月食为一次在协调世界时1971年8月6日出現的月全食。該次月食半影食分為2.721、全影食分為1.734。偏食維持了108分，全食維持50分。

## 概述
這次月食的食分是21.08，偏食維持了108分，全食維持50分。

## 基本參數
- 類型：月全食
- 食甚資料：
  - 日期：1971年8月6日
  - 時間：19:43
  - 月球位置：赤經21.08度、赤緯-16.8度
  - 食分：半影食分：2.721、全影食分：1.734
  - 持續時間：偏食108分、全食50分

## 外部連結
- NASA月食專頁（页面存档备份，存于）（英文）